# Papignies
Papignies (nld. Papegem) – dzielnica (section) miasta Lessines w Belgii, w Regionie Walońskim, w prowincji Hainaut, w okręgu Ath. 1 stycznia 2020 roku liczyła 1284 mieszkańców. Do 31 grudnia 1976 samodzielna gmina.

## Demografia
Liczba mieszkańców, stan na 1 stycznia:
| Rok                | 1910 | 1930 | 1947 | 1961 | 2020 |
| ------------------ | ---- | ---- | ---- | ---- | ---- |
| Liczba mieszkańców | 719  | 690  | 633  | 579  | 1284 |

## Transport
Przez teren dzielnicy przebiegają trasa europejska E429 oraz drogi regionalne N56 i N521.